# نهر سلوكان
نهر سلوكان هو نهر طوله 60 كيلومتر (37 ميل)، منشق من نهر كوتيناي في كولومبيا البريطانية. يعتبر جزء من حوض نهر كولومبيا، حيث يعتبر نهر كوتناي أحد الأنهار المنشقة من نهر كولومبيا. تبلغ مساحة حوض التصريف 3290 كيلومتر مربع.

## طبيعة النهر
ينبع نهر سلوكان من الطرف الجنوبي لبحيرة سلوكان ويتدفق جنوبًا بعد سلوكان ووينلو لينضم إلى نهر كوتناي بالقرب من شوريكرز، في منتصف الطريق تقريبًا بين كاستليغار ونيلسون. يشتمل المسار على مزيج من المياه المسطحة الواسعة والمنحدرات البطيئة والتدفقات الخفيفة، وفي القسم الأدنى من النهر يوجد عدد قليل من المنحدرات.